# Кумердей, Блаж
Блаж Кумердей (словен. Blaž Kumerdej; 27 января 1738, Блед — 10 марта 1805, Любляна) — словенский педагог и лексикограф.
Занимал различные руководящие должности в системе народного образования в Лайбахе. Написал сравнительную славянскую грамматику (её рукопись находилась в библиотеке Зойских). Его сочинения, подготовительные для словаря и неоконченные, хранились в лайбахских архивах: «Versuch über die krainerische Rechtschreibung»; «Slovensko-německý slovnik» (доведённый до Lib.); начало «немецко-словенского словаря»; «Sbirka slovenskych kořenovych słov»; «Alphabetharium Carniolicum» (перечень словенских слов, без перевода); «Vodenje» (хрестоматия для народных школ). Совместно с Юрием Япелем перевёл Библию на словенский язык, опираясь на первый словенский перевод Писания, сделанный Юрием Далматином (1584).